# Rue Edmond-Flamand
La rue Edmond-Flamand est une voie du 13e arrondissement de Paris, en France.

## Situation et accès
La rue Edmond-Flamand est une voie publique située dans le 13e arrondissement de Paris. Elle débute au 20, boulevard Vincent-Auriol et se termine au 32, avenue Pierre-Mendès-France.

## Origine du nom

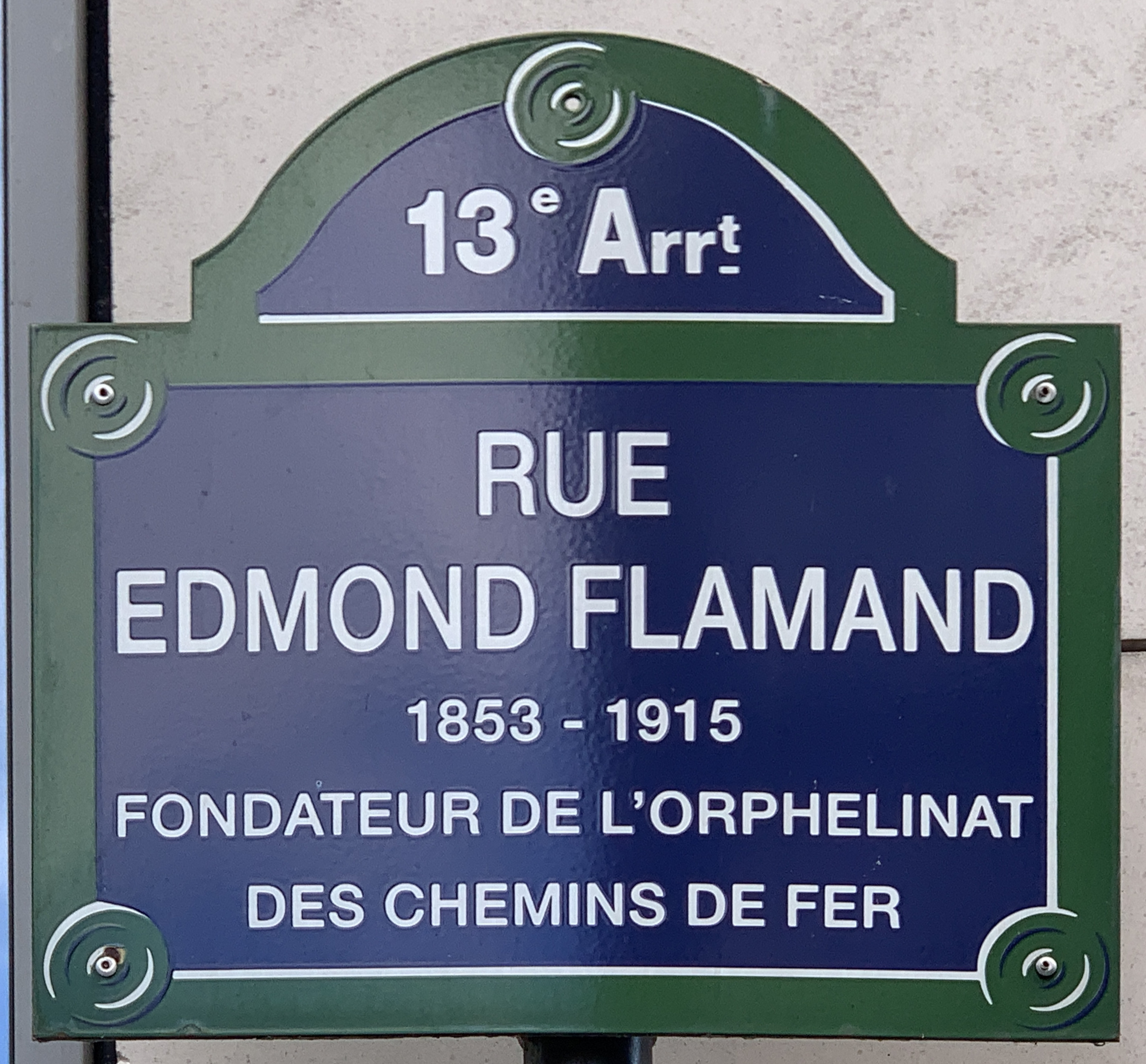
Plaque de la rue.

Elle a été nommée en l'honneur d'Edmond Flamand (1853-1915), fondateur de l'Orphelinat des chemins de fer,.

## Historique
Une ordonnance royale du 27 avril 1825 autorisa l'administration des hospices de Paris et MM. Bouhin, Godde, Magu, le baron Hély-d'Oissel, à ouvrir sur les terrains du clos de la Gare et du pré de l'Hôpital, qui leur appartenaient, cinq rues. Cette autorisation fut accordée à la charge par les impétrants de supporter les frais d'établissement du premier pavage et éclairage des rues nouvelles, d'établir dans les rues des trottoirs de chaque côté desdites rues, au fur et à mesure qu'il s'y construirait des maisons d'habitation. Ces voies se situaient sur la commune d'Ivry jusqu'à l'extension de Paris au-delà du mur des Fermiers généraux, décidée par Haussmann.
Une seconde ordonnance du 14 janvier 1829 modifia la précédente, mais seulement en ce qui concernait le nombre des rues. Elles furent réduites à quatre. Ces divers percements furent immédiatement tracés. La principale rue reçut la dénomination de « rue Neuve-de-la-Gare », qui fut abrégée en « rue de la Gare » vers 1840.
Située sur le côté est du chemin de fer d'Orléans, elle débutait, initialement, au boulevard de la Gare et finissait boulevard de l'Hôpital. Par décret en date du 12 août 1863, un tronçon de cette voie a été supprimé par l'agrandissement de la gare du chemin de fer d'Orléans (actuelle gare de Paris-Austerlitz).
Par l'arrêté du 18 octobre 1947, l'assiette de la rue de la Gare est déplacée et elle prend sa dénomination actuelle le 29 mai 1957.
En 2000, une partie de la voie est déclassée et intégrée dans le secteur Austerlitz-Nord de la ZAC Paris-Rive-Gauche.

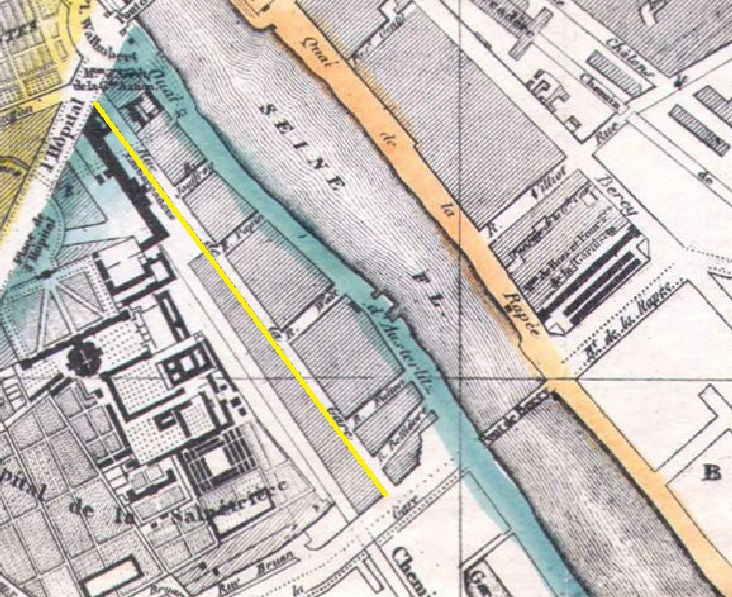
La rue de la Gare en 1865.
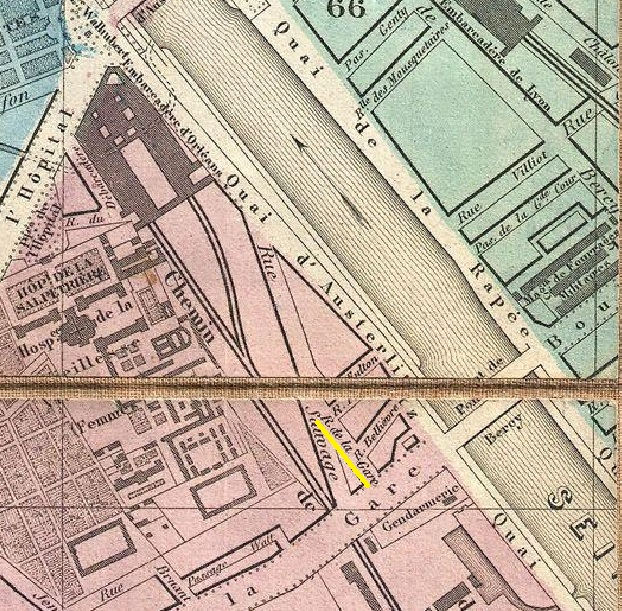
La rue de la Gare en 1867.